# الطواشي (صنعاء القديمة)

تعديل مصدري - تعديل

حارة الطواشي هي إحدى حارات مدينة صنعاء القديمة، بلغ تعداد سكانها 2324 نسمة حسب تعداد اليمن لعام 2004.